# Dave van der Burg
Dave van der Burg (* 10. Juli 1993 in Heesch) ist ein niederländischer BMX-Rennfahrer.

## Sportlicher Werdegang
Van der Burg begann 1999, also mit sechs Jahren, das BMX-Fahren. Auch als Erwachsener fuhr er noch einige Zeit in der Challenge-Klasse, also auf dem zweithöchsten Leistungsniveau. Erst nachdem er dort 2012 Silbermedaillen bei Landes-, Europa- und Weltmeisterschaften geholt hatte, machte er den Schritt in die Elite. 2016 hatte er seine ersten großen Erfolge durch einen Sieg im Europacup sowie im Juli bei den niederländischen Meisterschaften, denen die für die Olympischen Spiele 2016 nominierten Fahrer allerdings ferngeblieben waren. Seine Leistungen wurden 2017 mit der Aufnahme ins Nationalteam honoriert.
Von 2017 bis 2019 hatte Dave van der Burg international seine größten Erfolge mit vier Podiumsplätzen im BMX-Weltcup sowie der Bronzemedaille bei den BMX-Rennsport-Europameisterschaften 2019, hinter seinen Mannschaftskameraden Niek Kimmann und Twan van Gendt. 2020 holte er seinen zweiten niederländischen Meistertitel, verpasste aber die Nominierung für das olympische BMX-Rennen 2021 durch eine Verletzung.
2023 errang Dave van der Burg seinen dritten Landesmeistertitel. Bei den Olympischen Sommerspielen 2024 kam er als Ersatz für Niek Kimmann ins Team, der aus gesundheitlichen Gründen auf die Teilnahme verzichten musste. Er schied im Hoffnungslauf aus und belegte den 17. Platz.

## Erfolge
2016
 Niederländischer Meister
ein Europacup-Sieg
2019
 Europameisterschaften
ein Europacup-Sieg
2020
 Niederländischer Meister
2023
 Niederländischer Meister